# Schülp b. Nortorf
Schülp b. Nortorf är en kommun med orten Schülp i Kreis Rendsburg-Eckernförde i förbundslandet Schleswig-Holstein i Tyskland.
Kommunen ingår i kommunalförbundet Amt Nortorfer Land tillsammans med ytterligare 16 kommuner.